# 妻屋秀和
妻屋 秀和（つまや ひでかず、1964年8月17日 - ）は、日本の声楽家（バス）、オペラ歌手。

## 経歴
大阪府生まれ。島根県松江市出身。島根県立松江北高等学校卒業。高校の音楽担当で、合唱部の顧問でもあった勝部俊行（現：島根県合唱連盟理事長・NPO法人松江音楽協会理事）に声楽を師事し、その後、勝部の紹介で森山俊雄（？ - 2013年）に師事する。森山の門下からは、栗山文昭（合唱指揮者）、福島明也（バリトン）、錦織健（テノール）、田中誠（テノール）、経種廉彦（テノール）ほか、錚々たる音楽家が輩出されている。
東京藝術大学卒業。同大学院修了。
1992年（平成4年）よりミラノに留学。1994年（平成6年） - 2001年（平成13年）ライプツィヒ歌劇場と専属契約しモーツァルト『ドン・ジョヴァンニ』ワーグナー『タンホイザー』等幅広いレパートリーで活躍。2002年（平成14年） - 2011年（平成23年）ワイマール・ドイツ国民劇場専属歌手を務め、ブレゲンツ音楽祭、ライン・ドイツ・オペラ、ハノーバー州立歌劇場、マンハイム国民劇場、ベルリン州立歌劇場、スコティッシュ・オペラ等各地でオペラに出演。
日本でのオペラ出演記録の初出は1985年（昭和60年）藤原歌劇団『カルメン』、東京室内歌劇場ブリテン『カーリューリバー －隅田川－』修道僧の一人で名前が掲載されている。大学院在学中の1988年（昭和63年）藤原歌劇団ヴェルディ『マクベス』刺客が公式なデビューということになる。1992年（平成4年）の渡欧までは主に藤原歌劇団に出演。その後は欧州と日本を往復するようになり、日本でも新国立劇場モーツァルト『魔笛』ザラストロ、ドニゼッティ『ランメルモールのルチア』ライモンド、びわ湖ホール ワーグナー『さまよえるオランダ人』ダーラント、二期会モーツァルト『フィガロの結婚』バルトロ等を務め、欧州と日本で出演したオペラを合計すると60余作、演じた役は80役、公演数は900を超え、2018年（平成30年）にはオペラデビュー30周年を迎えた。同年には新国立劇場ベートーヴェン『フィデリオ』ロッコに出演。この後、兵庫県立芸術文化センター ウェーバー『魔弾の射手』隠者、新国立劇場及び札幌文化芸術劇場杮落とし公演等でのバッティストーニ指揮ヴェルディ『アイーダ』ランフィスを務める。2019年（令和元年）オペラ夏の祭典プッチーニ『トゥーランドット』ティムール、新国立劇場『タンホイザー』ヘルマン、東京二期会マスネ『エロディアード』ファニュエルで出演。
またコンサートソリストとしてもNHK交響楽団『第九』、宗教曲のソリスト等に出演。またマスタークラス等の教育活動にも取り組んでいる。ライプツィヒ在住。2024年1月30日をもって二期会を退会。現在は個人事務所である「ムジカりぷしあ」に所属し、株式会社AMATIとアーティスト契約を提携している。

## 主な受賞歴
- 1989年（平成元年）イタリアコンコルソ・ミラノ部門金賞受賞[14]
- 1991年（平成3年）第60回日本音楽コンクール声楽部門第3位[14]
- 第3回日本声楽コンクール第2位[14]
- 1996年度（平成8年度）第24回ジロー・オペラ賞[15]
- 第3回ロシヤ歌曲賞受賞[5]
- 2021年（令和3年度）第72回芸術選奨文部科学大臣賞[16]
- 2024年（令和6年） 紫綬褒章[17][18]

## 主なディスコグラフィー
- CD 妻屋秀和（バス）ライヴ・イン・東京2013 ライブ 2014/8/25 ナミ・レコード
- CD 妻屋秀和（バス）ワーグナー&ヴェルディ バスアルバム 2013/1/25 ライヴノーツ
- SACDシングルレイヤー2枚組 メシアン : 歌劇『アッシジの聖フランチェスコ 』[国内プレス][日本語帯・解説・歌詞対訳付]ライブ シルヴァン・カンブルラン指揮、読売日本交響楽団、エメーケ・バラート、ヴァンサン・ル・テクシエ、ペーター・ブロンダー、フィリップ・アディス、エド・ライオン、ジャン＝ノエル・ブリアン、妻屋秀和、ジョン・ハオ、畠山茂、新国立劇場合唱団、びわ湖ホール声楽アンサンブル、冨平恭平、ヴァレリー・アルトマン＝クラヴリー、大矢素子、小川遥 2019/1/11 ALTUS
- CD4枚組 メシアン  : 歌劇『アッシジの聖フランチェスコ』[国内プレス][日本語帯・解説・歌詞対訳付]ライブ シルヴァン・カンブルラン指揮、読売日本交響楽団、エメーケ・バラート、ヴァンサン・ル・テクシエ、ペーター・ブロンダー、フィリップ・アディス、エド・ライオン、ジャン＝ノエル・ブリアン、妻屋秀和、ジョン・ハオ、畠山茂、新国立劇場合唱団、びわ湖ホール声楽アンサンブル、冨平恭平、ヴァレリー・アルトマン＝クラヴリー、大矢素子、小川遥 2018/9/20 ALTUS
- DVD ワーグナー:ニーベルングの指環 前夜劇『ラインの黄金』マリオ・ホフ、アレクサンダー・ギュンター、妻屋秀和、カール・セント・クレア指揮 ワイマール・シュターツカペレ 2009/07/15 Naxos Japan 2008年 ドイツ・ワイマール国民劇場 ライヴ収録 ※妻屋はファーフナー
- Blu-ray ワーグナー:ニーベルングの指環 前夜劇『ラインの黄金』マリオ・ホフ、アレクサンダー・ギュンター、妻屋秀和、カール・セント・クレア指揮 ワイマール・シュターツカペレ 2009/07/15 Naxos Japan 2008年 ドイツ・ワイマール国民劇場 ライヴ収録 ※妻屋はファーフナー
- DVD2枚組 ワーグナー:ニーベルングの指環 第1夜『ワルキューレ』エリン・カーヴス、妻屋秀和、レナトゥス・メツァール、キルステン・ブランク、カテリーネ・フォスター、カール・セント・クレア指揮 ワイマール・シュターツカペレ 2009/07/15 Naxos Japan 2008年 ドイツ・ワイマール国民劇場 ライヴ収録 ※妻屋はフンディング
- Blu-ray ワーグナー:ニーベルングの指環 第1夜『ワルキューレ』エリン・カーヴス、妻屋秀和、レナトゥス・メツァール、キルステン・ブランク、カテリーネ・フォスター、カール・セント・クレア指揮 ワイマール・シュターツカペレ 2009/07/15 Naxos Japan 2008年 ドイツ・ワイマール国民劇場 ライヴ収録 ※妻屋はフンディング
- DVD2枚組 ワーグナー:ニーベルングの指環 第2夜『ジークフリート』ジョニー・ファン・ハル、フリーダー・アウリッヒ、トーマス・メーヴェス、マリオ・ホフ、妻屋秀和、カール・セント・クレア指揮 ワイマール・シュターツカペレ 2009/08/26 Naxos Japan 2008年 ドイツ・ワイマール国民劇場 ライヴ収録 ※妻屋はファーフナー
- Blu-ray ワーグナー:ニーベルングの指環 第2夜『ジークフリート』ジョニー・ファン・ハル、フリーダー・アウリッヒ、トーマス・メーヴェス、マリオ・ホフ、妻屋秀和、カール・セント・クレア指揮 ワイマール・シュターツカペレ 2009/08/26 Naxos Japan 2008年 ドイツ・ワイマール国民劇場 ライヴ収録 ※妻屋はファーフナー

## 放送出演
- NHKニューイヤーオペラコンサート[5]